# Grantha

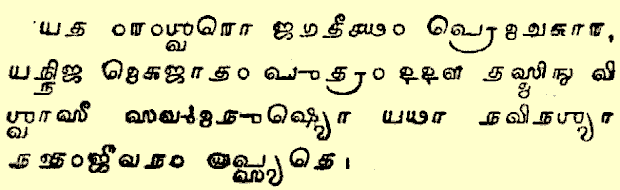
Versículo da bíblia (João 3:16) escrito em Grantha

Grantha é um alfabeto indiano, utilizado na língua tâmil.

## História
A escrita,também chamada Brahmi Gupta do Sul, proto-canarês ou Pallava , foi desenvolvida no sudeste da Índia durante a dinastia Pallava (entre séculos III e V D.C). Tem como base a Escrita Brähmi, consistindo de uma série de caracteres para as consoantes e para conjuntos de consoantes. 
Inicialmente foi usada para escrever o Sânscrito, variantes de línguas pácritas, incluindo Páli. Mais tarde, o Pallava se popularizou em incrições políticas e religiosas gravadas em monumentos de pedra, tendo sido assim usada durante cerca de 500 anos, com adaptações e variações, na escrita de muitos locais do Sudeste Asiático. 

## Influências
Diversos outros alfabetos foram influenciados pelo Grantha, tais como os usados nas línguas: telugo, canarês, tâmil, malaiala, sinhala, birmanês, khmer, tailandês, laosiano, cham, javanês, balinês, buginês, sundanês.

## Escrita
A escrita é silábica, um Abugida, escrita em linhas horizontais, da esquerda para a direita. Apresenta símbolos para:
- 32 consoantes
- 22 vogais finais ou no início meio da palavra, com ou sem diacríticos
- 15 conjuntos de consoantes
- 9 símbolos diversos;